# Robert F. Kennedy
Robert Francis »Bobby« Kennedy, znan tudi po kratici RFK, ameriški politik, * 20. november 1925, Brookline, Massachusetts, Združene države Amerike, † 6. junij 1968, Los Angeles.
Med letoma 1961 in 1964 je bil pravosodni minister v administraciji brata Johna F. Kennedyja. Leta 1965 je postal senator ZDA iz New Yorka in opravljal to funkcijo do leta 1968, ko je bil nanj izveden atentat v kuhinji hotela Ambassador. Leta 1968 je najavil, da se bo potegoval za funkcijo predsednika države ter tudi zmagal v predizborih Demokratov v pomembnih zveznih državah, a se je njegova kampanja končala z atentatom 5. junija 1968. Umrl je za posledicami strelne rane naslednje jutro.
V svoji politični karieri je imel veliko govorov na nekaterih univerzah v državi in tujini ter ob različnih priložnostih. Zelo znan je njegov govor »On the mindless menace of violence« (O brezumni grožnji nasilja), ki ga je imel dan po atentatu na Martina Luthra Kinga. Njegov mlajši brat Edward Kennedy je svoj govor na pogrebu končal s citatom, ki ga je RFK rad uporabljal: »Some men see things as they are and say why...I dream things that never were and say, why not« (Nekateri ljudje vidijo stvari kot so, in povedo, zakaj... jaz sanjam o stvareh, ki niso nikoli bile, in pravim, zakaj ne.)

## Politično delovanje do leta 1960
Z diplomo prava se je Robert F. Kennedy zaposlil na pravosodnem ministrstvu, na oddelku za notranjo varnost (Internal Security Section), kjer so raziskovali domnevne sovjetske agente, nato pa so ga leta 1952  prestavili v New York na oddelek za preganjanje primerov goljufije. Po nekaj mesecih je službo pustil ter se posvetil bratovi kampanji za senat (JFK je tistega leta kandidiral za senatorja iz zvezne države Massachusetts).
Med letoma 1952 in 1960 je delal v različnih senatorskih odborih (Senate Committee), prvo pod vodstvom republikanskega senatorja Jospeha McCarthya in pri njegovem "lovu na čarovnice" (tako so imenovali njegov neusmiljen lov na domnevne komuniste po državi, vendar je zaradi nestrinjanja odstopil in postal glavni svetovalec v odboru za nepravilne dejavnosti v delu in upravljanju (United States Senate Select Committee on Improper Activities in Labor and Management). V tem odboru je bil predvsem znan po preganjanju Jimmyja Hoffa, ki je bil vodja sindikata Teamsters in bil obtožen korupcije ter povezave z mafijo. Iz tega odbora je odstopil leta 1959, in sicer zato, da bi pomagal bratu pri njegovi predsedniški kampanji.

## Pravosodni minister
Z izvolitvijo brata v Belo hišo, je JFK imenoval Roberta za pravosodnega ministra v svoji administraciji. Do takrat še noben ameriški pravosodni minister ni imel take pomembne funkcije kot jo je imel Bobby, saj je bil poleg ministrovanja tudi eden glavnih svetovalcev predsednika Johna Kennedyja (vendar ni rad javno govoril o tem, saj je bil proti temu, da se glavne veje oblasti med seboj "združujejo").

## Državljanske pravice
Kljub besedam očeta ameriške ustave Thomasa Jeffersona "All men are created equal" (vsi ljudje se rodimo enakopravni), v Ameriki to ni veljalo do druge polovice 20. stoletja, saj temnopolti Američani niso imeli istih pravic kot belci. Temu sta nasprotovala tako JFK kot Robert Kennedy. Avgusta leta 1963 je vlada dovolila shod v Washington D.C.-ju za službe in svobodo (March on Washington for Jobs and Freedom), kjer je imel Martin Luther King Jr svoj znameniti govor "I Have a Dream". Leta 1964 je bil izdan akt o državljanskih pravicah (Civil Rights Act of 1964), kjer so črnci postali enakopravni belcem.
Leta 1962, ko se je temnopolti študent James Meredith želel vpistavi na Univerzo v Missipiju, so mu to hoteli preprečiti beli študentje in lokalna policijia z županom na čelu. Robert F. Kennedy je tja poslal 400 marshalov ter 3000 vojakov, da se je lahko Meredith varno vpisal v prvi letnik.

## Senator iz New Yorka
Leto po atentatu na JFK-ja je Bobby pustil položaj pravosodnega ministra pod vlado Lyndon B. Johnsona, predvsem zaradi nestrinjanja glede vojne v Vietnamu.
Spomladi leta 1964 je najavil svojo kandidaturo za senatorja zvezne države New York ter tudi premagal republikanskega kandidata za 10%. Kot senator je predvsem javno nasprotoval vojni v Vietnamu in administraciji predsednika Johnsona glede tega vprašanja. Tako kot njegov brat je tudi sam bolj podpiral ideje, naj se Združene države Amerike preveč ne vtikajo v politiko drugih držav ter naj v svoji zunanji politiki predvsem podpirajo človekove pravice.

## Kandidatura za predsednika ZDA
Dne 16. marca leta 1968 je objavil svojo kandidaturo za predsednika Združenih držav Amerike. V boju za imenovanje predsedniškega kandidata Demokratske stranke je osvojil Indiano, Nebrasko ter tudi Kalifornijo, ki je ena najpomembnejših volilnih držav. Na proslavi zmage v Kaliforniji je bil ubit v hotelu Ambassador pod streli mladega Palestinca. Umrl je naslednjo jutro 6. junija 1968.
Pokopan je na pokopališču Arlington National Cemetery v Washington D.C.-ju, zraven groba svojega brata JFK-a. 
Mlajši brat Ted Kennedy je na pogrebu rekel: 
My brother need not be idealized, or enlarged in death beyond what he was in life; to be remembered simply as a good and decent man, who saw wrong and tried to right it, saw suffering and tried to heal it, saw war and tried to stop it.
Those of us who loved him and who take him to his rest today, pray that what he was to us and what he wished for others will some day come to pass for all the world.
As he said many times, in many parts of this nation, to those he touched and who sought to touch him:
"Some men see things as they are and say why...I dream things that never were and say why not."
(Mojega brata ni treba idealizirati ali ga prikazovati večjega, kot je bil v času življenja. Potrebno si ga je zapomniti kot dobrega in poštenega človeka, ki je zaznal krivice in jih skušal odpraviti, ki je opazil trpljenje in ga skušal umiliti, človeka, ki je videl vojno in jo skušal ustaviti.
Mi, ki smo ga ljubili in ga spremljamo na zadnji poti, molimo, da vse to, kar je pomenil nam ter vse, kar si je želel za druge, nekega dne objame svet.
Kot je mnogokrat povedal na mnogih krajih, vsem tistim, ki se jih je dotaknil in vsem, ki so njegovega dotika želeli:
"Nekateri ljudje vidijo stvari takšne kot so, in se vprašajo “Zakaj?” Jaz sanjam o stvareh, ki jih še ni bilo, in se vprašam: „Zakaj ne?“)

## Velika družina
Na smučarskih počitnicah v Mont Tremblantu v Québecu, Kanada je leta 1945 spoznal sošolko in prijateljico svoje sestre Jean - Ethel Skakel. Bobby in Ethel sta se poročila 17. junija 1950. V zakonu se jima je rodilo 11 otrok - zadnja hči Rory po njegovi smrti (glej rodovnik družine Kennedy). Velika družina je živela v McLeanu, Virginija, na posestvu z vilo Hickory Hill, ki jo je Robert odkupil od brata Jacka Kennedyja.